# Montesa Texas
La Montesa Texas, coneguda també com a Impala Texas, fou un model de motocicleta polivalent, a mig camí de l'enduro i el trail, fabricat per Montesa entre 1966 i 1971. Derivada directament de la Impala, n'heretava els trets principals: motor de dos temps monocilíndric refrigerat per aire disponible en dues cilindrades (174 i 247 cc), bastidor de simple bressol, frens de tambor i amortidors de forquilla convencional davant i telescòpics darrere. Estèticament, però, se'n diferenciava pel seu aspecte de motocicleta de fora d'asfalt (parafangs i tub d'escapament elevats, pneumàtics gravats, manillar ample) i pel color, groc en comptes del tradicional vermell de la Impala.

## Versions
| Versió                    | Id. Model                 | Cilindrada                | Anys                      | Núm. Sèrie                | Unitats | Modalitat | Pintura dipòsit       |
| ------------------------- | ------------------------- | ------------------------- | ------------------------- | ------------------------- | ------- | --------- | --------------------- |
| Texas 175                 | 12M                       | 175                       | 1966 - 1971               | 12M0001                   | 186     | Enduro    | Groc amb franja negra |
| Texas Scorpion 250        | 24M                       | 250                       | 1966 - 1971               | 24M0001                   | 2.410   | Enduro    | Groc amb franja negra |
| Total d'unitats produïdes | Total d'unitats produïdes | Total d'unitats produïdes | Total d'unitats produïdes | Total d'unitats produïdes | 2.596   |           |                       |

## Característiques
La Texas incorporava un fre de doble lleva originari de la Impala Sport. La versió 250 fou coneguda també com a Scorpion i anava destinada al mercat nord-americà.
Fitxa tècnica
| Montesa Texas      | Montesa Texas                                                             | Montesa Texas            | Montesa Texas |
| ------------------ | ------------------------------------------------------------------------- | ------------------------ | ------------- |
|                    | 175                                                                       | Scorpion 250             |               |
| Model              | 12M                                                                       | 24M                      |               |
| Núm. Sèrie         | 12M0001                                                                   | 24M0001                  |               |
| Anys               | 1966 - 1971                                                               | 1966 - 1971              |               |
| Diàmetre x Carrera | 60,9 x 60 mm                                                              | 72,55 x 60 mm            |               |
| Compressió         | 10,5:1                                                                    | ?                        |               |
| CC                 | 174,77                                                                    | 247,69                   |               |
| CV                 | 14/15,5 a 7.000 rpm                                                       | 21 a 7.000 rpm           |               |
| Carburador         | Irz/Amal 22-25/30 mm                                                      | Amal 30 mm               |               |
| Canvi              | 4 velocitats                                                              | 4 velocitats             |               |
| Suspensió davant   | Forquilla telehidràulica                                                  | Forquilla telehidràulica |               |
| Suspensió darrera  | Amortidors 5 posicions                                                    | Amortidors 5 posicions   |               |
| Pneumàtics         | 1971-68: 2,5 x 19 (dv) 2,75 x 19 (dr) 1969-70: 2,75 x 19 (dv) 3 x 19 (dr) | ?                        |               |
| Frens              | Tambor 180 (dv i dr)                                                      | Tambor 180 (dv i dr)     |               |
| Dipòsit            | Groc amb franja negra                                                     | Groc amb franja negra    |               |

1. ↑  3,50 x 18 als EUA